# Ray Knight
Charles Ray Knight (Albany, Georgia, 28 de diciembre de 1952), más conocido como Ray Knight, es un exjugador profesional estadounidense de béisbol que se desempeñó en la posición de tercera base en las Grandes Ligas de Béisbol (MLB). Logró obtener el premio MVP (jugador más valioso de la Serie Mundial).

## Carrera
Knight jugó como profesional seis temporadas en Cincinnati Reds (1974, 1977-1981), después pasó a Houston Astros (1982-1984), luego a New York Mets (1984-1986), posteriormente a Baltimore Orioles (1987), y finalmente, a Detroit Tigers, donde jugó una temporada (1988), y fue el equipo en el que se retiró.

## Premios
Fue galardonado con el MVP (jugador más valioso de la Serie Mundial) en una oportunidad (1986).